# Motor Vessel
Pour les articles homonymes, voir MS et MV.

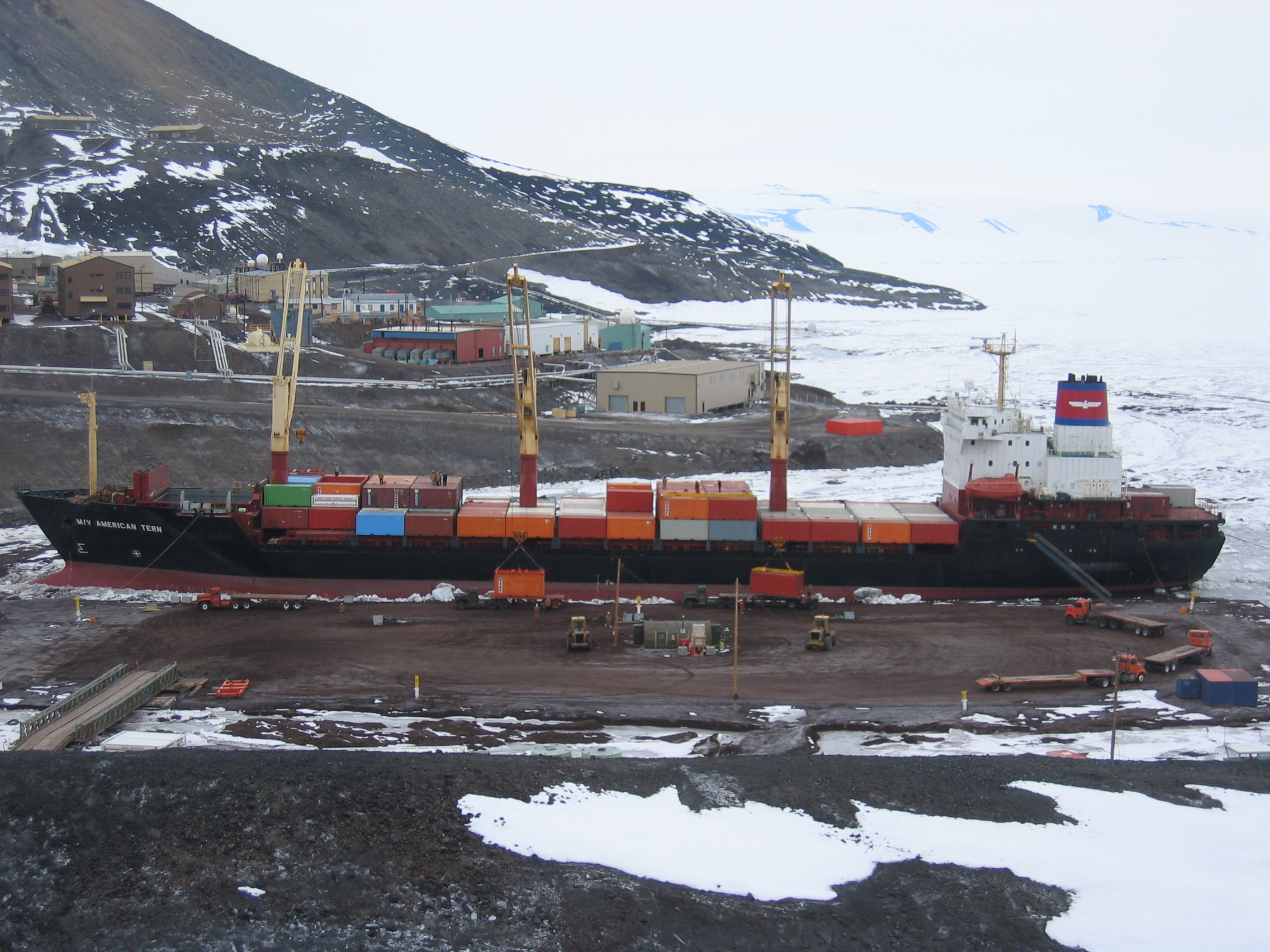
Le navire ravitailleur lors d'opérations de fret à la base McMurdo en Antarctique en 2007.

Un Motor Vessel ou Motor Ship est un navire propulsé par un moteur à combustion interne, généralement un diesel. Les noms de ce type de navire sont souvent préfixés par MS, M/S, MV ou M/V.
Les moteurs destinés à ce type de navires ont été développés dans les années 1890 et, au début du XXe siècle, ceux-ci débutèrent leurs navigations,.